# Együttelőfordulás
A nyelvészetben az együttelőfordulás vagy együttes előfordulás (idegen szóval kookkurencia < angol co-occurrence, francia cooccurrence) terminus két vagy több nyelvi egység egyidejű jelenlétét nevezi meg egyazon kontextusban. Itt a kontextus a legtágabban értelmezendő, a szótagtól a beszédhelyzetig.
Mindegyik nyelvnek megvannak a saját együttelőfordulási szabályai. Ezektől függően vannak fakultatív és kötelező együttelőfordulások, valamint együttelőfordulási tilalmak. Egy adott nyelv együttelőfordulási szabályszerűségeinek tanulmányozása hozzájárul szerkezetének leírásához.

## Együttelőfordulás a nyelv különböző területein
Együttelőfordulásról a nyelv mindegyik területén és a nyelvészet mindegyik ágának szempontjából lehet szó.
A hangtani szerkezetben a szótagot mint a beszédhang kontextusát, azaz környezetét tekintve, meg lehet állapítani, hogy például a magyar szótagban mássalhangzó csak magánhangzóval együtt fordulhat elő, de vannak olyan nyelvek is, mint a közép-délszláv diarendszerhez tartozók (BHMSz), amelyekben az /r/ és az /l/ előfordulhat egyazon szótagban nemcsak magánhangzóval együtt, hanem csak más mássalhangzókkal is, tehát szótagmag lehet, pl. vrt [vr̩t] ’kert’, bicikl [bit͡si.kl̩] ’bicikli’.
Ugyancsak a hangtani szerkezet terén, de a szó szintjén egyes nyelvekben, mint a magyar, a magánhangzó-harmónia határoz meg együttelőfordulási szabályokat, azt, hogy a régi, egyszerű szavakban vagy csupa magas, vagy csupa mély magánhangzó fordul elő együtt. Eszerint különböznek a magas hangrendű szavak (fehér, idő, gyümölcs) a mély hangrendűektől (kutya, álom).
Az alaktani szerkezet területén kötelező együttelőfordulás példája a francia nyelvben a cselekvő igék összetett igeidő-alakjaiban az avoir ’birtokolni’ segédigéé egyes lexikai jelentésű múlt idejű melléknévi igenevekkel, és az être ’lenni’ segédigéé más bizonyos múlt idejű melléknévi igenevekkel. Eszerint helyesek az ils ont acheté ’vásároltak’ és il est né ’született’ alakok, viszont az *ils sont acheté, illetve *il a né alakokban levő segédige – igenév együttelőfordulások tiltottak.
A mondattani szerkezet terén a kontextus a mondat. Ennek szintjén fakultatív együttelőfordulás például az állítmányé határozóval. Lehetséges, de nem kötelező tárgy és részeshatározó együttelőfordulása is. Kötelező együttelőfordulás példája a román nyelvben a személynévvel kifejezett tárgyé a pe elöljárószóval, és az ilyen tárgy együttelőfordulása a neki megfelelő tárgyesetű hangsúlytalan alakú személyes névmással, amely előre- vagy visszautal rá, pl. Îl văd pe Ion ’Látom Iont’ vagy Pe Ion îl văd ’Iont látom’.
A szókészlet és a szemantika terén szükséges együttelőfordulások állapíthatók meg egyes szavak között (pl. csutakol és ló, ugat és kutya) vagy szavak és szemantikai vonások között, pl. férjhez megy és lehetséges alanyának [+ Emberi lény; + Nő] vonásai.
A diskurzus, írásban a szöveg szintjén a nyelvváltozatokra vonatkozó szociolingvisztikai jellegű együttelőfordulási szabályok működnek. Például tudományos értekezésben szabályszerűen csak a sztenderd nyelvváltozathoz tartozó nyelvi egységek fordulhatnak elő együtt.
Más jellegű szociolingvisztikai együttelőfordulási szabályok vannak érvényben a szituációs kontextusokban. Ezek egyik összetevője a kommunikációban részt vevők egymáshoz viszonyított státusza. Például a magyar nyelvű társadalomban két kamasz tegezi egymást kommunikációjában, tehát a te személyes névmással kifejezett alany kötelezően az állítmány egyes szám második személyű alakjával fordul elő együtt. Ellenben ha a résztvevők nem fiatalok és nem ismerik egymást, akkor a maga vagy az ön alanyok használatosak, és az ige egyes szám harmadik személyű alakjával kell előfordulniuk együtt, pl. Hol lakik ön? Az is státuszok egymáshoz való viszonyától függ, hogy a beszélő a címzettjéhez intézett megszólításában mely szavak fordulhatnak elő együtt: egyénnév + bácsi, egyénnév + néni; vezetéknév + bácsi, vezetéknév + néni; vezetéknév + úr, vezetéknév + kisasszony; funkciónév + úr, funkciónév + asszony stb.

## Együttelőfordulás állandósult szókapcsolatokban
Sajátos módon tevődik fel az együttelőfordulás kérdése az állandósult szókapcsolatokban (más néven frazeológiai egységekben). Típusaik rögzültségi fokukban különböznek egymástól, azaz abban, hogy mennyire korlátozottak az együttelőfordulások az összetevőiket illetően.
Az állandósult szókapcsolatok közül a legkevésbé rögzült az ún. kollokáció. Tagjai között mondattani kapcsolat van, és nagy gyakorisággal fordulnak elő együtt, de így is megtartják egyéni jelentésüket. A kollokációban van egy szó, amely a csomópontja. Azon szavak száma, amelyekkel ez előfordulhat együtt néhányra korlátozott. Például legalább két kollokáció csomópontja lehet a szám főnév: számot ad, számon kér.
A leginkább rögzült frazeológiai egységek közé tartozik az idiomatikus kifejezés. Ennek tagjai nem tartják meg egyéni jelentésüket, hanem az egésznek van ezektől különböző jelentése. Például azért, hogy a beszélő rosszallóan felyezze ki, hogy valakik „azonos álláspontot foglalnak el”, mondhatja azt, hogy egy követ fújnak. Ebben a kifejezésben a fúj ige csak a kő szóval fordulhat elő együtt, szinonimájával, a kavics szóval nem.